# Vincenzo Giustiniani (marchese)
Il marchese Vincenzo Giustiniani (Chio, 13 settembre 1564 – Roma, 27 dicembre 1637) è stato un banchiere, collezionista d'arte e intellettuale italiano, conosciuto per la sua importante collezione di dipinti di Caravaggio.

## Biografia
Il padre di Vincenzo, Giuseppe Giustiniani, fu l'ultimo proprietario genovese della Maona sull'isola greca di Chio, che per secoli fu dominio di famiglia. Nel 1566 l'isola venne conquistata dai turchi, e Vincenzo con suo fratello Benedetto portarono loro padre a Roma, dove avevano uno zio cardinale.
I Giustiniani a Roma si stabilirono in un palazzo di fronte alla chiesa di San Luigi dei Francesi (palazzo Giustiniani, oggi sede della Presidenza del Senato), e Giuseppe qui intraprese la carriera di banchiere: grazie ai suoi stretti rapporti con la Chiesa divenne uno dei più ricchi e potenti uomini di Roma. Vincenzo seguì le orme del padre, morto nel 1600, mentre Benedetto intraprese la carriera clericale diventando cardinale nel 1587. Entrambi i fratelli furono grandi mecenati, e importanti collezionisti d'arte, tra i maggiori del XVII secolo. La fama di Vincenzo è legata anche al fatto che fu tra gli scopritori di Caravaggio.

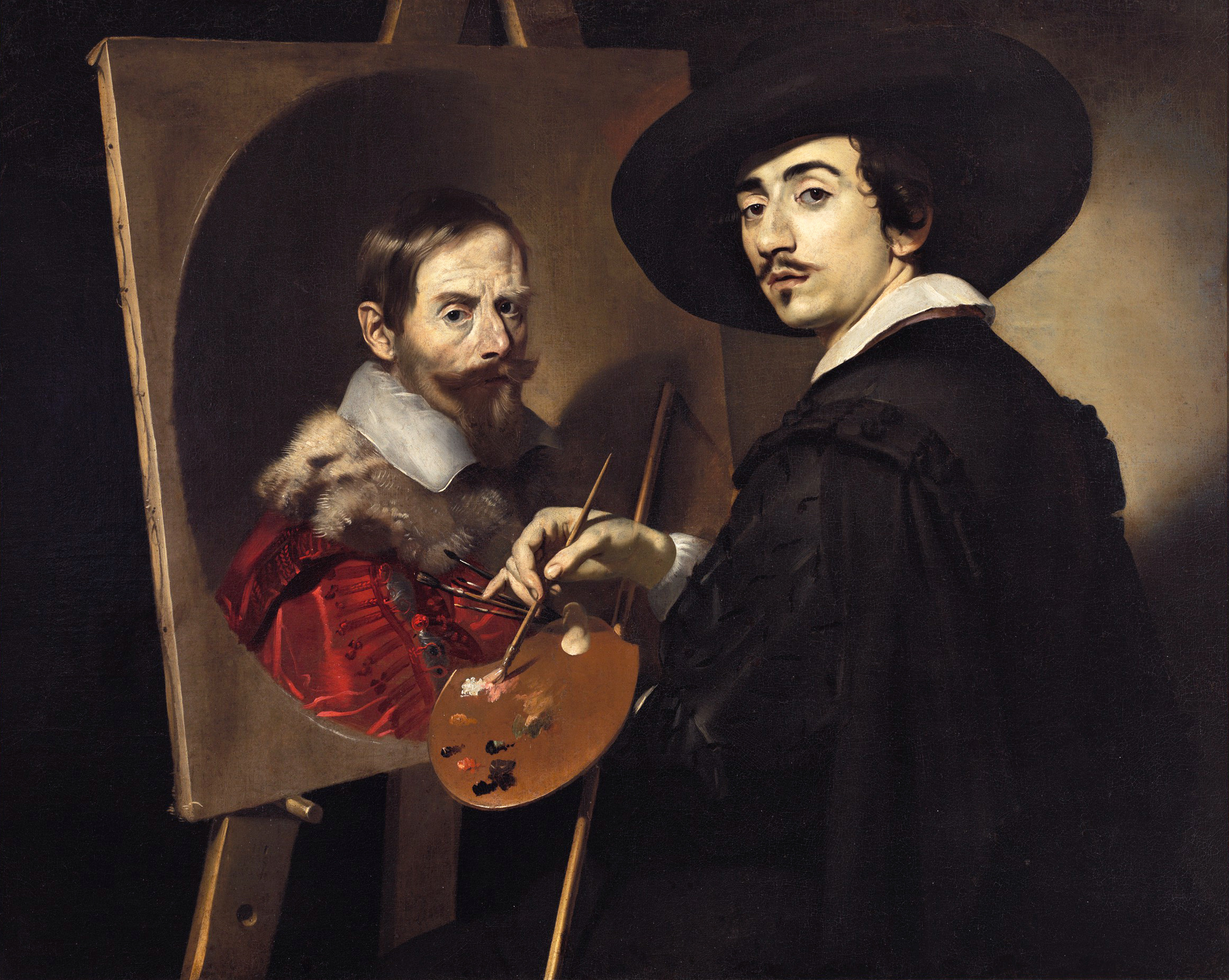
Nicolas Régnier, Il pittore al Cavalletto (con ritratto di Vincenzo Giustiniani) (1626 ca)

Stemma nobiliare dei Giustiniani

Vincenzo coltivò molti altri interessi, oltre al collezionismo: scrisse trattati di architettura, musica ed arte, dedicava molto del suo tempo ai viaggi, alla caccia e ad andare a cavallo.

## Mecenatismo e collezionismo
Oltre ad esserne vicino di residenza romana, fu anche amico intimo del Cardinal Del Monte, il più importante committente di Caravaggio: la sua amicizia con il pittore si strinse dopo che il nobiluomo acquistò il dipinto San Matteo e l'Angelo, prima versione della pala d'altare per la cappella Contarelli in San Luigi dei Francesi a Roma rifiutata dalla chiesa per motivi di decoro (opera perduta nell'incendio di Berlino del 1945). Giustiniani commissionò il dipinto Suonatore di liuto conservato all'Ermitage.
Alla morte di Vincenzo (Benedetto morì nel 1621), la Collezione Giustiniani contava più di 300 dipinti, di cui 15 erano di Caravaggio, e ben 1200 sculture, più vari cataloghi (famosa la 'Galleria Giustiniana'), con le descrizioni accurate delle sculture, che costituiscono una delle risorse più importanti, da un punto di vista storico e critico, sulla storia del collezionismo nella prima metà del Seicento.
La collezione venne dispersa agli inizi del XIX secolo: nel 1815 il Re di Prussia ne acquistò più di 160 dipinti, i più importanti dei quali sono conservati oggi all'interno dei musei di Berlino, anche se alcuni di essi, tra cui tre capolavori di Caravaggio, andarono perduti nell'incendio del deposito di Friedrichshain nel 1945. Nella Gemäldegalerie di Berlino sono custoditi 43 quadri della Collezione Giustiniani (il più famoso è l'Amore Vincitore di Caravaggio), mentre altre opere sono presenti nella pinacoteca del castello Sanssouci di Potsdam. Altre pitture sono nella National Gallery di Londra, nel Museo dell'Ermitage di San Pietroburgo e infine nel Kunsthistorisches Museum di Vienna. Altri pezzi sono sparsi in collezioni private europee e statunitensi.
Delle sculture, molte sono oggi nei Musei Vaticani e nella Collezione Torlonia di Roma, quest'ultima, come noto, non visitabile.

## L'impronta nell'architettura seicentesca
All'arrivo a Roma, la prima impronta data dal marchese Vincenzo fu nella risistemazione di palazzo Giustiniani, anche mediante una campagna di scavi che fece emergere una serie di ruderi delle sottostanti Terme alessandrine. I relativi lavori furono proseguiti dal figlio adottivo Andrea Giustiniani Banca (che nel 1650 unifica l'edificio con altre parcelle proprietarie, fino a Piazza della Rotonda, ed assume per la risistemazione del cortile Francesco Borromini) e furono completati dalla moglie Maria Flaminia Pamphilj e da loro figlio Carlo Benedetto Giustiniani.
Poco più tardi, dopo aver acquisito vasti terreni nell'area del Laterano, vi fece erigere una villa decantata per la bellezza della sua fattura.
Il marchese costruì anche un bellissimo palazzo con annesso parco nel suo feudo di Bassano di Sutri (Bassano Romano), poi passato agli Odescalchi e infine venduto allo Stato italiano nel 2003, anche se oggi privo di ogni arredo e in stato di grave abbandono (ne sono iniziati i restauri).
Ancora abbastanza ben conservati in esso sono tuttavia gli affreschi in alcune sale: le più importanti sono la Sala della Felicità eterna (1610), opera del raro pittore Paolo Guidotti Borghese (soffitto), la Galleria (1609-1610) con storie di Fetonte, considerata il capolavoro di Francesco Albani (soffitto con Caduta di Fetonte e pareti), ed infine il Camerino di Diana (1609), ove le storie di Diana sul soffitto sono di Domenico Zampieri detto il Domenichino, come Albani uno dei migliori allievi di Annibale Carracci (1609).